# Eishockey-Weltmeisterschaft der Junioren 1974
Die Spiele der ersten inoffiziellen Eishockey-Junioren-Weltmeisterschaft im Jahre 1974 fanden im Zeitraum vom 27. Dezember 1973 bis zum 4. Januar 1974 in Leningrad in der Sowjetunion statt. Zuvor hatte es bereits seit 1969 eine Eishockey-Europameisterschaft für Junioren unter 19 Jahren gegeben. Von der Internationalen Eishockey-Föderation wird sie nicht in ihren Statistiken geführt, da sie nicht der Veranstalter war. Kanada wurde durch die Peterborough Petes aus der Ontario Hockey League repräsentiert. Weltmeister wurde die gastgebende sowjetische Auswahl.

## Spiele und Abschlusstabelle
| Pl. |                  | Sowjetunion 1955 | Finnland | Kanada | Schweden | Vereinigte Staaten | Tschechoslowakei | Sp | S | U | N | Tore  | Punkte |
| --- | ---------------- | ---------------- | -------- | ------ | -------- | ------------------ | ---------------- | -- | - | - | - | ----- | ------ |
| 1.  | UdSSR            |                  | 6:2      | 9:0    | 5:4      | 9:1                | 7:5              | 5  | 5 | 0 | 0 | 36:12 | 10: 0  |
| 2.  | Finnland         | 2:6              |          | 4:3    | 4:9      | 5:1                | 6:4              | 5  | 3 | 0 | 2 | 21:23 | 06: 4  |
| 3.  | Kanada           | 0:9              | 3:4      |        | 5:4      | 5:4                | 4:2              | 5  | 3 | 0 | 2 | 17:23 | 06: 4  |
| 4.  | Schweden         | 4:5              | 9:4      | 4:5    |          | 11:1               | 4:6              | 5  | 2 | 0 | 3 | 32:21 | 04: 6  |
| 5.  | USA              | 1:9              | 1:5      | 4:5    | 1:11     |                    | 3:2              | 5  | 1 | 0 | 4 | 10:32 | 02: 8  |
| 6.  | Tschechoslowakei | 5:7              | 4:6      | 2:4    | 6:4      | 2:3                |                  | 5  | 1 | 0 | 4 | 19:24 | 02: 8  |

## Beste Scorer
Abkürzungen: GP = Spiele, G = Tore, A = Assists, Pkt = Punkte, +/− = Plus/Minus, SM = Strafminuten; Fett: Turnierbestwert
| Spieler              | Team     | GP | G | A | Pkt | SM |
| -------------------- | -------- | -- | - | - | --- | -- |
| Roland Eriksson      | Schweden | 5  | 5 | 4 | 9   | 0  |
| Viktors Hatuļevs     | UdSSR    | 5  | 3 | 6 | 9   | 2  |
| Edmunds Vasiļjevs    | UdSSR    | 5  | 7 | 1 | 8   | 2  |
| Mats Ulander         | Schweden | 5  | 7 | 1 | 8   |    |
| Boris Alexandrow     | UdSSR    | 5  | 6 | 1 | 7   | 22 |
| Thomas Gradin        | Schweden | 5  | 4 | 3 | 7   | 2  |
| Doug Jarvis          | Kanada   | 5  | 2 | 5 | 7   | 2  |
| Wiktor Wachruschew   | UdSSR    | 5  | 1 | 6 | 7   | 2  |
| Bo Berglund          | Schweden | 5  | 2 | 4 | 6   | 0  |
| Wladimir Gostjuschew | UdSSR    | 5  | 1 | 5 | 6   | 10 |

## Titel
| Weltmeister UdSSR | Boris Alexandrow, Sergei Babinow, Sinetula Biljaletdinow, Wladimir Golikow, Wladimir Gostjuschew, Viktors Hatuļevs, Fjodor Kanareikin, Alexander Kornitschenko, Michail Kowaljow, Wladimir Kutscherenko, Wladimir Lawrentjew, Wladimir Lochmatow, Jewgeni Lukaschin, Alexander Maljugin, Sergei Melikow, Wladimir Myschkin, Juri Nowikow, Wassili Perwuchin, Wiktor Schluktow, Boris Tschutschin, Edmunds Vasiļjevs, Wiktor Wachruschew Trainerstab: Juri Morosow, Jewgeni Majorow |

| Silber Finnland | Pertti Hasanen, Aki Järvinen, Ilkka Kaarna, Jari Kapanen, Vesa Kolehmainen, Jukka Koskilahti, Antero Lehtonen, Mikko Leinonen, Lasse Litma, Ari Mikkola, Tauno Mäkelä, Tom Pietilä, Jukka Porvari, Reijo Rossi, Veli-Matti Ruisma, Pekka Santanen, Esa Simola, Kimmo Turunen, Timo Viljanen, Ismo Villa, Tapio Virhimo, Kari Weckström Trainer: Matti Reunamäki |

| Bronze Kanada | Jake Ayotte, Tony Cassolato, Gord Duncan, Paul Evans, Bill Evo, Mike Fryia, Tom Gastle, Doug Halward, Doug Jarvis, Stan Jonathan, Mike Kasmetis, Don Laurence, Paul McIntosh, Brad Pirie, Ed Pizunski, Frank Salive, Peter Scamurra, Ed Smith, Jim Turkiewicz, Bobby Wasson Trainer: Roger Neilson |

## Auszeichnungen
Spielertrophäen
| Auszeichnung       | Spieler               | Team     |
| ------------------ | --------------------- | -------- |
| Bester Torhüter    | Frank Salive          | Kanada   |
| Bester Verteidiger | Wladimir Kutscherenko | UdSSR    |
| Bester Stürmer     | Mats Ulander          | Schweden |

All-Star-Team
| Angriff:      | Thomas Gradin – Roland Eriksson – Ismo Villa |
| Verteidigung: | Jim Turkiewicz – Paul McIntosh               |
| Tor:          | Tapio Virhimo                                |